# Orimba alcmaeon
Orimba alcmaeon är en fjärilsart som beskrevs av William Chapman Hewitson 1875. Orimba alcmaeon ingår i släktet Orimba och familjen Riodinidae. Inga underarter finns listade i Catalogue of Life.